# Agrypon ferrugineum
Agrypon ferrugineum är en stekelart som beskrevs av Morley 1913. Agrypon ferrugineum ingår i släktet Agrypon och familjen brokparasitsteklar. Inga underarter finns listade i Catalogue of Life.